# Batkhuyagiin Khulan
Batkhuyagiin Khulan (1999) è una lottatrice mongola, specializzata nella lotta libera.

## Palmarès
- Campionati asiatici

Ulaanbaatar 2022: argento nei 53 kg.